# 신창 조씨
신창 조씨(新昌趙氏)는 충청남도 아산시 신창면을 본관으로 하는 한국의 성씨이다.

## 역사
시조는 고려 말기와 조선 초기 사람으로 조선의 개국공신에 책록된 조영규(趙英珪)이다.